# Thaumasia hirsutochela
Espèce
Thaumasia hirsutochela est une espèce d'araignées aranéomorphes de la famille des Pisauridae.

## Distribution
Cette espèce se rencontre du Costa Rica au Brésil.

## Description
Le mâle holotype mesure 7,18 mm et la femelle paratype 6,80 mm.

## Publication originale
- Silva & Carico, 2012 : Revision of the Neotropical nursery-web spider genus Thaumasia Perty, 1833 (Araneae: Lycosoidea: Pisauridae: Thaumasiinae). Zootaxa, no 3567, p. 1-64.